# Бірило Степан Степанович
Степан Степанович Бірило (біл. Сцяпан Сцяпанавіч Бірыла; *14 серпня 1903, Мінськ — †15 липня 1978) — білоруський та радянський актор. Народний артист БРСР (1955).
Сценічну діяльність розпочав у 1918 році. З 1926 року у БДТ-3, з 1928 — в Білоруському театрі імені Янки Купали. Актор широкого творчого діапазону. Детальність зовнішнього малюнка ролі, психологічне відпрацювання образів відрісняють мистецтво артиста.

## Ролі
- Лютинський — «Кінець дружби» К. Кропиви
- Хірт — «Констянтин Заслонов» А. Мавзона
- Гудєєв, Глуздаков — «Щоб люди не журилися», «Левониха на орбіті» А. Макієнка
- Секаржицький — «Амністія» М. Матуковського
- Яков — «Останні» Максима Горького
- Беркутов — «Вовки і овечки» А. Островського
- Лоренцо — «Ромео і Джульєта» Вільяма Шекспіра
- Полежаєв — «Клопітка старість» Л. Рахманова
- Акайомов — «Машенька» А. Афіногенова
- Ксанф — «Лисиця і виноград» Г. Фігейреду